# Кароліна Монакська
Кароліна Луїза Маргарита Монакська також Кароліна Луїза Маргарита Грімальді (фр. Caroline Louise Marguerite Grimaldi), (нар. 23 січня 1957) — принцеса Монако з династії Грімальді, старша донька князя Монако Реньє III та голлівудської акторки Грейс Келлі. Від 1999 року перебуває у третьому шлюбі з титулярним королем Ганноверу Ернстом Августом V. Використовує титул принцеси Ганноверської.
З квітня 1993 року є президенткою Всесвітньої організації друзів дітей. Очолює благодіну організацію Фонд княгині Грейс.
У 1982—2011 роках — фактична перша леді Монако. До 2014 року у лінії престолонаслідування князівства була відразу за своїм братом Альбером II.

## Біографія

### Ранні роки та навчання
Народилась 23 січня 1957 року у Княжому палаці в Монако, первісткою у родині правлячого князя Монако Реньє III та його дружини Грейс Келлі, за 8 місяців після їхнього весілля. Хрестини пройшли 3 березня 1957. Згодом родина поповнилася сином Альбером і донькою Стефанією. До народження брата у березні 1958 року Кароліна вважалася спадкоємицею престолу Монако.

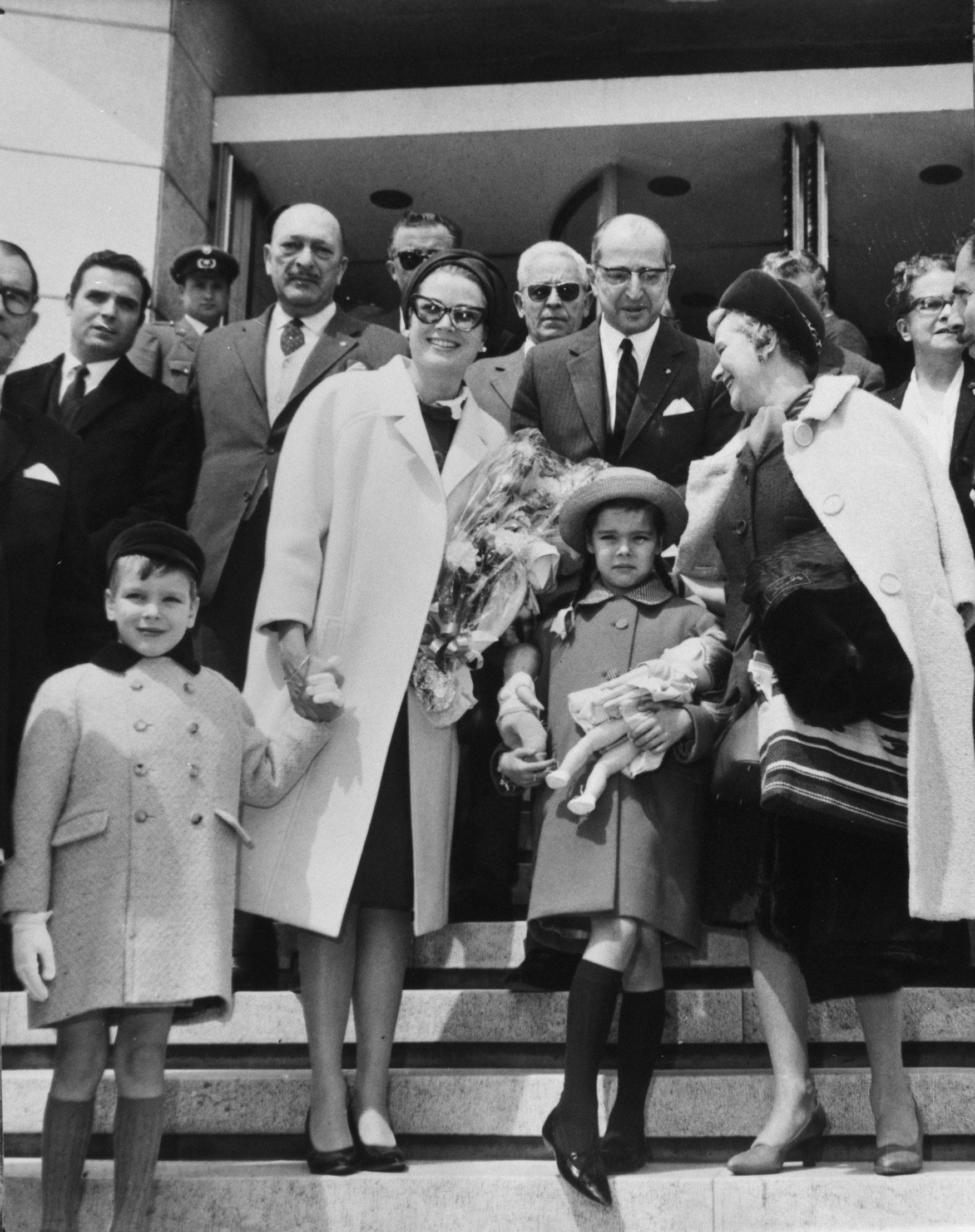
Грейс Келлі з Кароліною та Альбером, 15 квітня 1964

У червні 1974 року здобула ступінь бакалавра французької мови з відзнакою. Також навчалася у римо-католицькій дівочій школі-інтернаті Святої Марії в Аскоті. Після семестру в Інституті політичних досліджень продовжила навчання у Сорбонні, де отримала диплом з філософії. Вивчала психологію та біологію.
Вільно володіє французькою, англійською й італійською, вивчала німецьку та іспанську мови. Полюбляє спорт, особливо їзду верхи та катання на лижах. Відвідувала академію танців Маріки Безобразової у Монте-Карло, вивчала гру на фортепіано та флейті. З юності вважалася міжнародною іконою моди й однією з найстильніше одягнених жінок у світі.
В інтерв'ю журналу People у квітні 1982 року Грейс Келлі змальовувала доньок як «теплих, яскравих, кумедних, розумних і здібних дівчат, які є дуже співзвучними своїй епосі. Окрім того, що вони є гарними ученицями, ще є хорошими спортсменками — чудовими лижницями та плавчинями. Обидві вміють і готувати, і шити, і грати на піаніно, і їздити верхи. Але, перш за все, свідомі свого становища і уважні до інших. Вони з розумінням ставляться до проблем і турбот сучасного світу».
Сама Кароліна Монакська в інтерв'ю ЗМІ про своє дитинство ділилася: «Мене виховували з почуттям обов'язку, слухняності та провини. Те, що я мала зробити, завжди було важливішим за те, що я хотіла зробити».
В дитячому віці проводила багато часу в США у дідуся і бабусі з материнського боку. Літо 1971 року провела у таборі Онека в Поконо.
У червні 1978 року взяла перший шлюб, ставши єдиною із суродженців, хто побрався за життя обох батьків. У 1980 році оформила розлучення. У вересні 1982 року княгиня Грейс потрапила в автокатастрофу з молодшою донькою і померла наступного дня в лікарні. Після смерті матері Кароліна фактично виконувала роль першої леді князівства.

### Діяльність
1979 року була призначена головою Монегаського національного комітету з проведення Міжнародного року дитини.

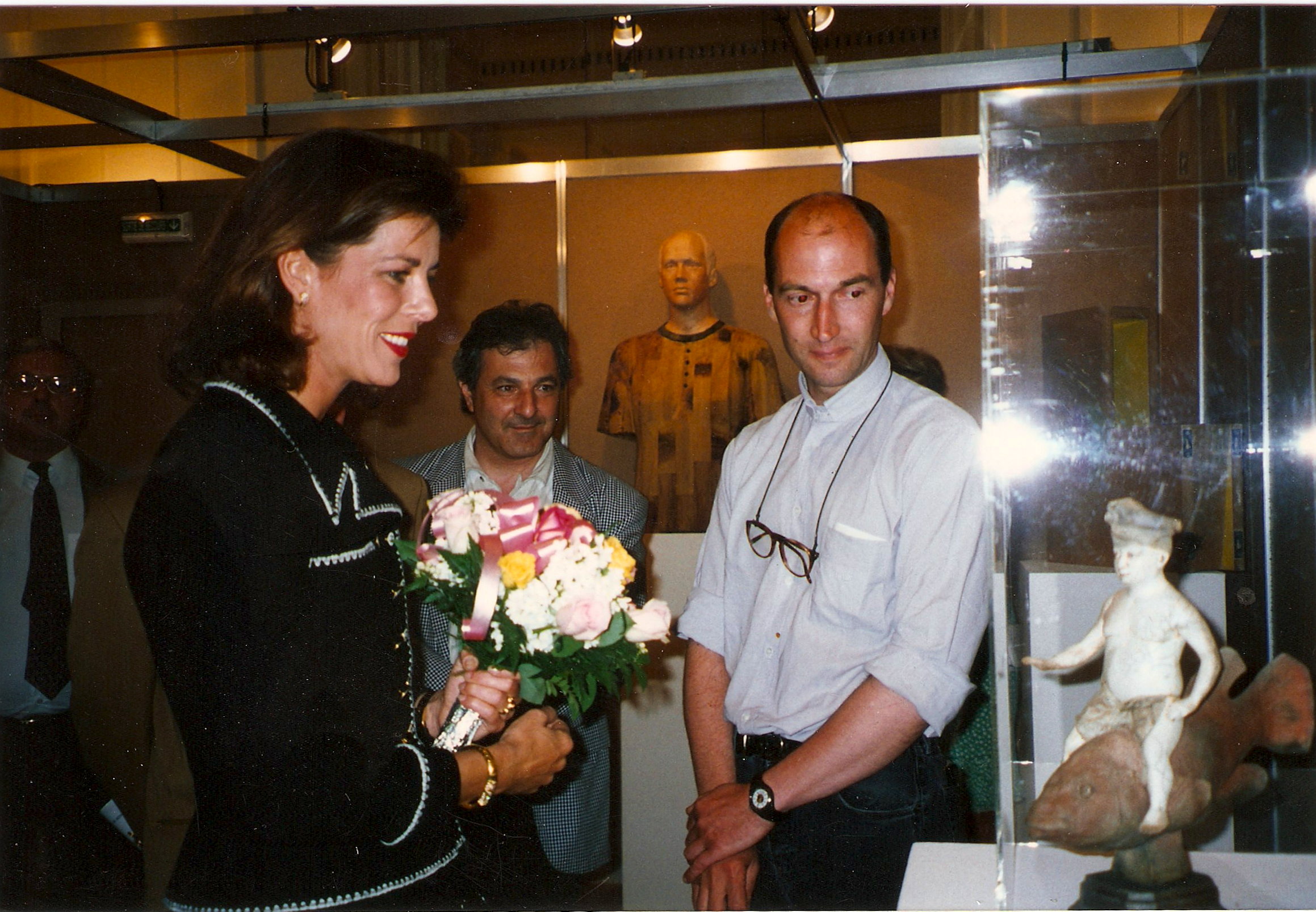
З бельгійським скульптором Філіпом Бродським

Співчуваючи молоді, що потрапила у важке становище, 1981 року заснувала асоціацію «Jeune J'Ecoute», метою якої є вислуховування молодих людей по телефону, незалежно від проблеми, що хвилює їх.
З квітня 1983 року є почесною президенткою Гідів Монако — молодіжного руху, до якого належала у дитинстві та юності. Від 1992 року рух став називатися «Асоціація гідів та скаутів Монако».
За межами Монако покровительствує англійській асоціації «Peter Le Marchant Trust», метою якої є організація безкоштовних поїздок на баржах для людей з інвалідністю.
17 грудня 1982 року Реньє III суверенним указом призначив Кароліну президенткою «Садового клубу Монако».
1985 року під час прес-конференції в Парижі офіційно оголосила про створення «Балету Монте-Карло», що наразі є трупою класичного балету.
4 березня 1988 року Реньє III суверенним указом призначив принцесу головою ради директорів «Фонду принца П'єра Монакського». Від 1988 року Кароліна також є президенткою літературної ради даного фонду. У 1992 році стала президенткою Художньої ради Міжнародної премії у галузі сучасного мистецтва.
У квітні 1993 року стала президенткою AMADE Mondiale («Всесвітня асоціація друзів дітей»), створеною княгинею Грейс у 1963 році.
2 грудня 2003 року була призначена пані послом доброї волі ЮНЕСКО.

### Приватне життя
У віці 21 року побралася із 38-річним французьким банкіром Філіпом Жюно. Наречений був сином політика Мішеля Жюно і нащадком наполеонівського генерала Жана-Андоша Жюно. Пара познайомилася, коли Кароліна навчалася в університеті. Цивільна реєстрація шлюбу пройшла 28 червня 1978 в Монако, вінчання провели на наступний день. На весіллі були присутніми близько 650 гостей, у тому числі, голівудські зірки Ава Гарднер, Френк Сінатра та Кері Ґрант. Дітей у шлюбі не було, він завершився розлученням 9 жовтня 1982 року. Кароліна вказувала причиною невірність чоловіка, у той час, як він — ставлення принцеси до шлюбу та постійне втручання її батьків. Католицька церква тривалий час відмовлялася анулювати релігійний шлюб.
Після розлучення нетривало була заручена з Роберто Росселіні-молодшим, сином італійського кінорежисера й акторки Інгрід Бергман. Обоє незадовго перед тим втратили матерів.

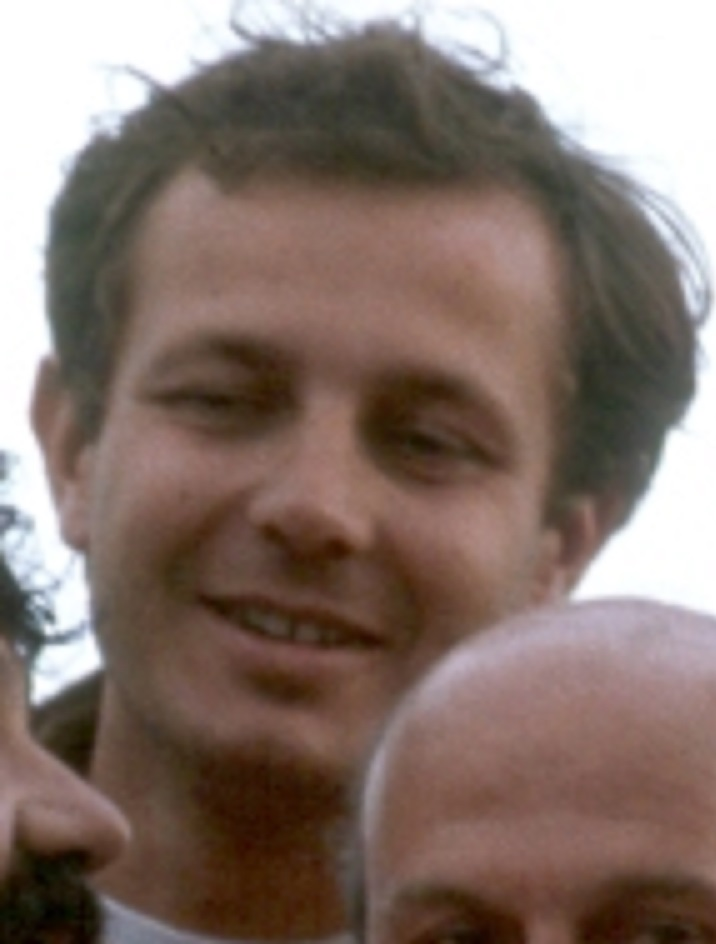
Стефано Казірагі

У віці 26 років узяла другий шлюб із 23-річним Стефано Казірагі, сином багатого італійського бізнесмена. Їхні стосунки, що почалися у червні 1983 року, були зареєстровані в цивільному порядку 29 грудня 1983 року у Дзеркальній залі Князівського палацу Монако. У шлюбі народила трьох дітей:
- Андреа (нар. 1984) — одружений з колумбійкою Тетяною Санто-Домінго, має двох синів і доньку;[6]
- Шарлотта (нар. 1986) — одружена з кінопродюсером Димитром Рассамом, з яким має сина, також має сина від марокканського актора Гада Ельмалеха;
- П'єр (нар. 1987) — одружений з італійською аристократкою Беатриче Борромео, має двох синів.

Стефано Казірагі загинув 3 жовтня 1990 року на перегонах моторних човнів. У червні 1992 року релігійний шлюб Кароліни та Філіпа Жюно був анульований і у лютому 1993 року діти Кароліни та Стефано Казірагі були узаконені Папою Римським Іоанном Павлом II.
До 1995 року принцеса перебувала у стосунках з французьким актором Венсаном Лендоном.
На свій 42 День народження узяла третій шлюб із 44-річним головою Ганноверської династії і титулярним королем Ганноверу Ернстом Августом V. Весілля пройшло 23 січня 1999 року в Монако. У подружжя з'явилася єдина донька:
- Александра (нар. 1999) — неодружена, дітей не має.

У 2009 році подружжя розійшлося, але не розлучалося. Кароліна продовжує зватися Її Королівська Високість Принцеса Ганноверська.

## Вшанування
У 1988 році на честь принцеси була названа чайно-гібридна троянда Кароліна Монакська, виведена французькою компанією Meilland International.